# Leiodere dasyura
Leiodere dasyura är en mångfotingart som beskrevs av Loomis 1938. Leiodere dasyura ingår i släktet Leiodere och familjen Cambalidae. Inga underarter finns listade i Catalogue of Life.